# Helen Skelton
Helen Elizabeth Skelton (geboren 19 juli 1983) is een Engelse televisiepresentatrice die regelmatig te zien is in Morning Live op BBC1.
Van 2008 tot 2013 was ze medepresentatrice van het BBC-kinderprogramma Blue Peter, en sinds 2014 is ze presentatrice bij Countryfile. Ze presenteerde twee seizoenen van het BBC One-programma Holiday Hit Squad samen met Angela Rippon en Joe Crowley. Ze presenteerde ook de dagserie The Instant Gardener, die twee seizoenen lang liep.